# Debbie Allen
Deborrah Kaye "Debbie" Allen (Texas, 6 de janeiro de 1950) é uma atriz, diretora, roteirista, produtora e dançarina americana.

## Filmografia

### Cinema
- Fame - Angela Simms
- Blank Check - Yvonne
- Ragtime - Sarah
- Fame - Lydia Grant
- Next Day Air - Ms. Jackson
- The Fish That Saved Pittsburgh - Ola
- Jo Jo Dancer, Your Life is Calling - Michelle
- Alice At The Palace - Red Queen
- Stompin’ At The Savoy
- Old Settler
- The Twist
- Tournament of Dreams

### Televisão
- Three Girls Three: Variety show
- All of Us: "Parents Just Don't Understand"
- A Different World - Dr. Langhorne
- The Cosby Show - Emma
- Roots: The Next Generations - Nan
- Fame - Lydia Grant
- In The House - Jackie Warren
- Good Times – J.J.'s Junkie Fiancée
- Quantum Leap – Joanna Chapman
- So You Think You Can Dance - Jurada
- Grey's Anatomy (2011–presente) - Catherine Avery/Fox

### Direção
- Girlfriends
- Everybody Hates Chris
- All of Us
- Life Is Not a Fairy Tale
- That's So Raven
- The Jamie Foxx Show
- A Different World
- The Fresh Prince of Bel-Air
- Family Ties
- Fame
- Polly
- Polly: Coming Home
- The Twilight Zone
- The Parkers
- Grey's Anatomy
- Hellcats
- Jane the Virgin

### Produção
- Amistad com Steven Spielberg.
- Soldiers of Change com Michael Armand Hammer.